# تشارلز ستانتون
تشارلز ستانتون (بالإنجليزية: Charles Stanton)‏ هو سياسي بريطاني (وحمل سابقاً جنسية المملكة المتحدة لبريطانيا العظمى وأيرلندا)، ولد في 7 أبريل 1873 في المملكة المتحدة، وتوفي في 6 ديسمبر 1946 في لندن في المملكة المتحدة. حزبياً، نشط في حزب العمال. في الانتخابات الفرعية في مجلس العموم البريطاني ‏، انتخب عضو برلمان المملكة المتحدة الـ30 عن دائرة Merthyr Tydfil ‏ (25 نوفمبر 1915 – 25 نوفمبر 1918) وفي الانتخابات العمومية البريطانية 1918 ‏، انتخب عضو برلمان المملكة المتحدة الـ31 عن دائرة Aberdare (UK Parliament constituency) ‏ (14 ديسمبر 1918 – 26 أكتوبر 1922).